# Национальный единый фронт Кампучии
Национа́льный еди́ный фронт Кампучи́и (сокр. НЕФК; кхмер. រណសិរ្សរួបរួមជាតិកម្ពុជា) — политическая организация времен гражданской войны в Камбодже. Основана 18 марта 1970 года в Пекине свергнутым принцем Нородомом Сиануком. Объединяла сторонников принца Сианука, социалистов Кхмер Румдо и Красных Кхмеров Пол Пота. 
Имела военизированное крыло, участвовала в вооружённой борьбе против проамериканского режима Лон Нола (Кхмерская Республика). В подчинении НЕФК находилось Королевское правительство национального единства Камбоджи, получившее широкое международное признание (в основном со стороны стран соцлагеря). 
Распущена в 1976 году вскоре после провозглашения отставки Сианука с поста главы Демократической Кампучии.

## Политическая программа
Политическая программа НЕФК предусматривала

Достижение широчайшего национального единства для борьбы против агрессивных действий американских империалистов, для свержения пномпеньского диктаторского режима, для защиты независимости, мира, нейтралитета, суверенитета и территориальной целостности страны в её нынешних границах, для создания народной, свободной и демократической власти, идущей к построению процветающей Кампучии в соответствии с сокровенным желанием кампучийского народа.

## История
Национальный единый фронт Кампучии был создан 5 мая 1970 года по приказу Сианука после проведения Национального конгресса Кампучии, состоявшегося 3—4 мая. Также конгресс избрал ЦК НЕФК и Политбюро ЦК НЕФК и создал Королевское правительство Национального единства Кампучии (сокр. КПНЕК). Сианук принимал должность главы государства, назначив Пенн Нута, одного из его самых лояльных своих сторонников, на должность премьер-министра. Создание Фронта означало, что принц Нородом Сианук взял курс на сотрудничество с коммунистами, ДРВ, Патет Лао и Мао Цзэдуном в борьбе с «пномпеньским режимом» Лон Нола — Сисоват Сирик Матака.
К 1975 году Народным вооружённым силам НЕФК при помощи Вьетнамской народной армии удалось занять около 90% территории страны, а 17 апреля 1975 года заняли Пномпень. 